# ムンバイ近郊鉄道

路線図

ムンバイ近郊鉄道（Mumbai Suburban Railway）は、インド国営のインド西部鉄道(Western Railway)及びインド中部鉄道(Central Railway)が運営する鉄道路線4路線である。

## 設備
路線長は450キロで交流 25000 kVであり、架空電車線方式での電化がなされている。軌間は広軌1,676mmである。

## 路線
- ウェスタンライン (Western Line) ・（西部線）
- セントラルライン (Central Line) ・（中心部線）
- ハーバーライン (Harbor Line) ・（港線）
- トランス・ハーバー・ライン（trance　harbor　line）・（通称：中央線）

## 概説
1日約900万人の利用者を有し、インド国鉄全体の1日の旅客の過半数を占める。世界の都市鉄道の中で、最も高い輸送密度を持つものの1つである。同鉄道の列車は、一般には「ローカルトレイン」または「ローカル」と呼ばれている。
ムンバイ近郊鉄道は1853年、イギリスの建設により開通し、アジアで最も歴史の古い。最初の開通は、ムンバイ - ターネー間の34キロである。ムンバイの都市交通の輸送シェアは鉄道60%、バス30%、自家用車10%となっている。
利用客が大変多く、最混雑時には9両編成（定員1,700人）の電車に5,000人以上が乗車し、1平方メートル当たり14～16人の乗客が立っている計算である。このため死傷者もあとを絶たず、別のホームへ移動するときに跨線橋を使わずに線路を横断して通過列車と衝突、混雑を避けて天井に乗車したときに架線で感電、ドアや窓につかまって乗って転落するケースもある。また、線路を歩いていてはねられるケースも多い。ムンバイの路線だけで1日平均換算で2007年には12人、2008年には17人が死亡している。
また、慢性的に鉄道施設は人が集中しており、テロリストの標的となることがある（詳細についてはムンバイ同時多発テロ（2008年）、ムンバイ列車爆破事件（2006年）の項を参照）。

## 将来計画
ムンバイ都市交通プロジェクト（Mumbai Urban Transport Project）として、世界銀行の協力を得て、総額452億6千万ルピー（9億4300万ドル）の投資計画が進められており、列車の増発、複々線化、スピードアップ、新型車両の導入等により、輸送力の増強と混雑緩和（9両編成で3,000人にまで乗客数を抑えることが目標）を目指している。

## 車両ギャラリー

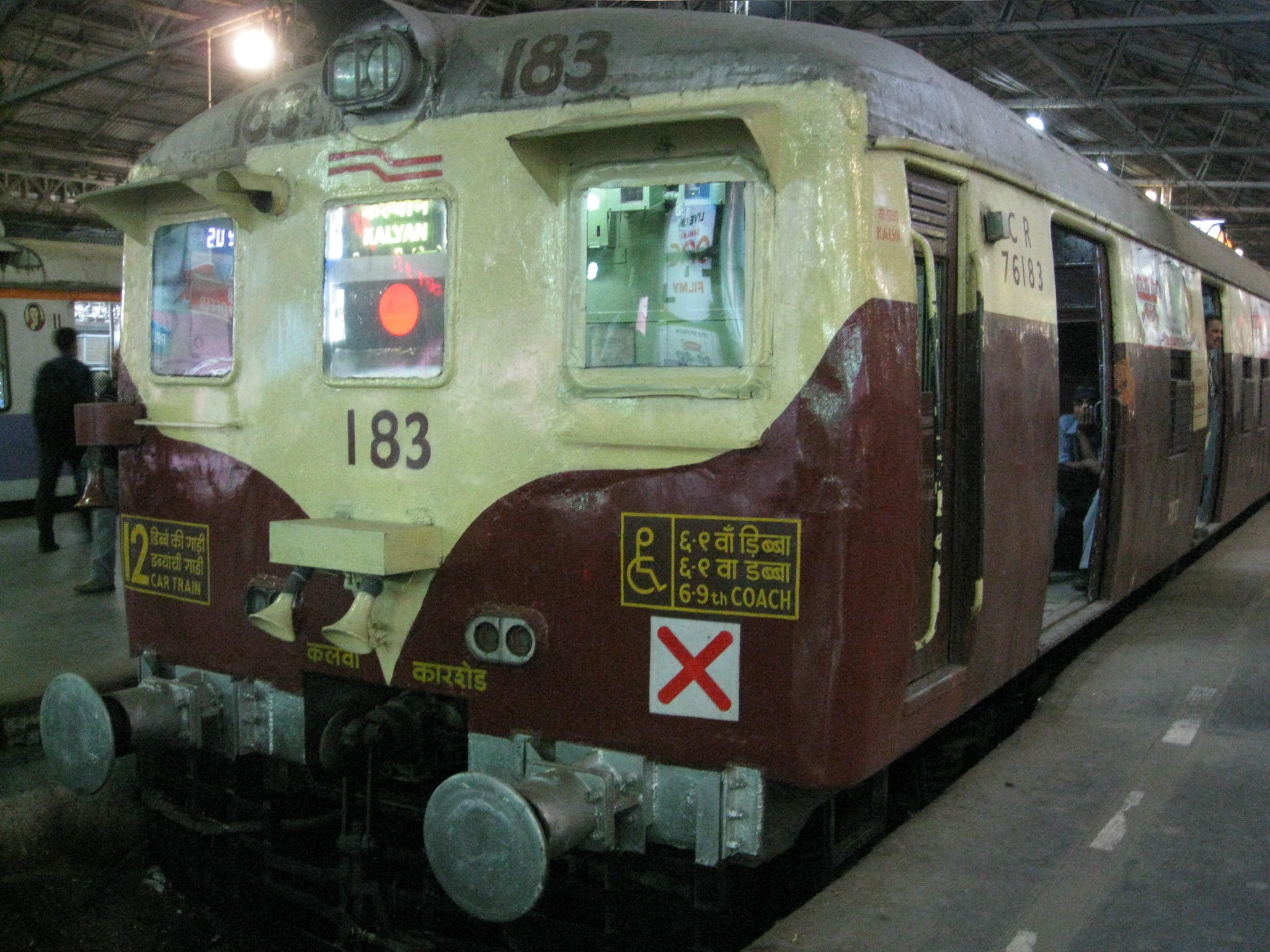
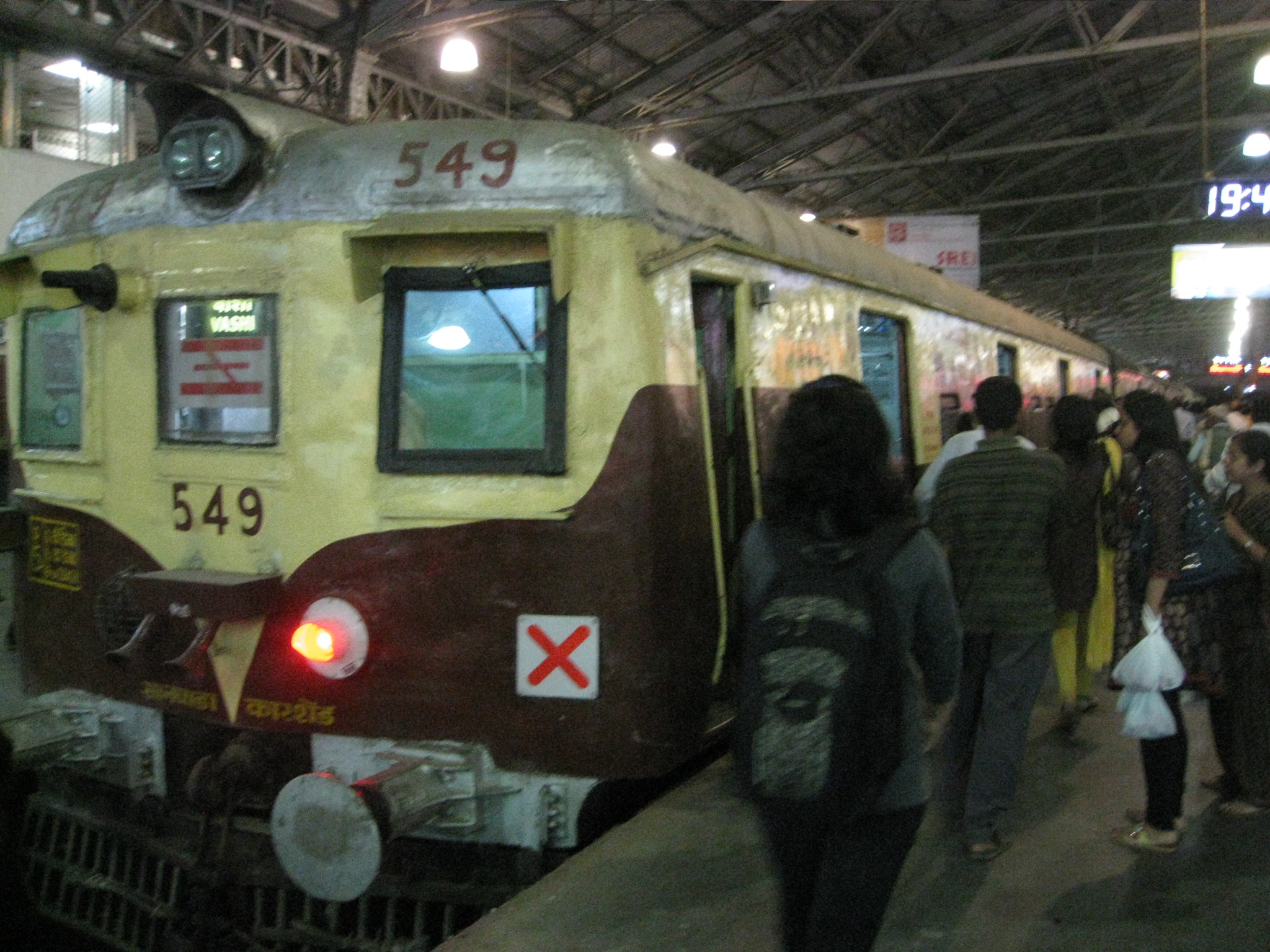
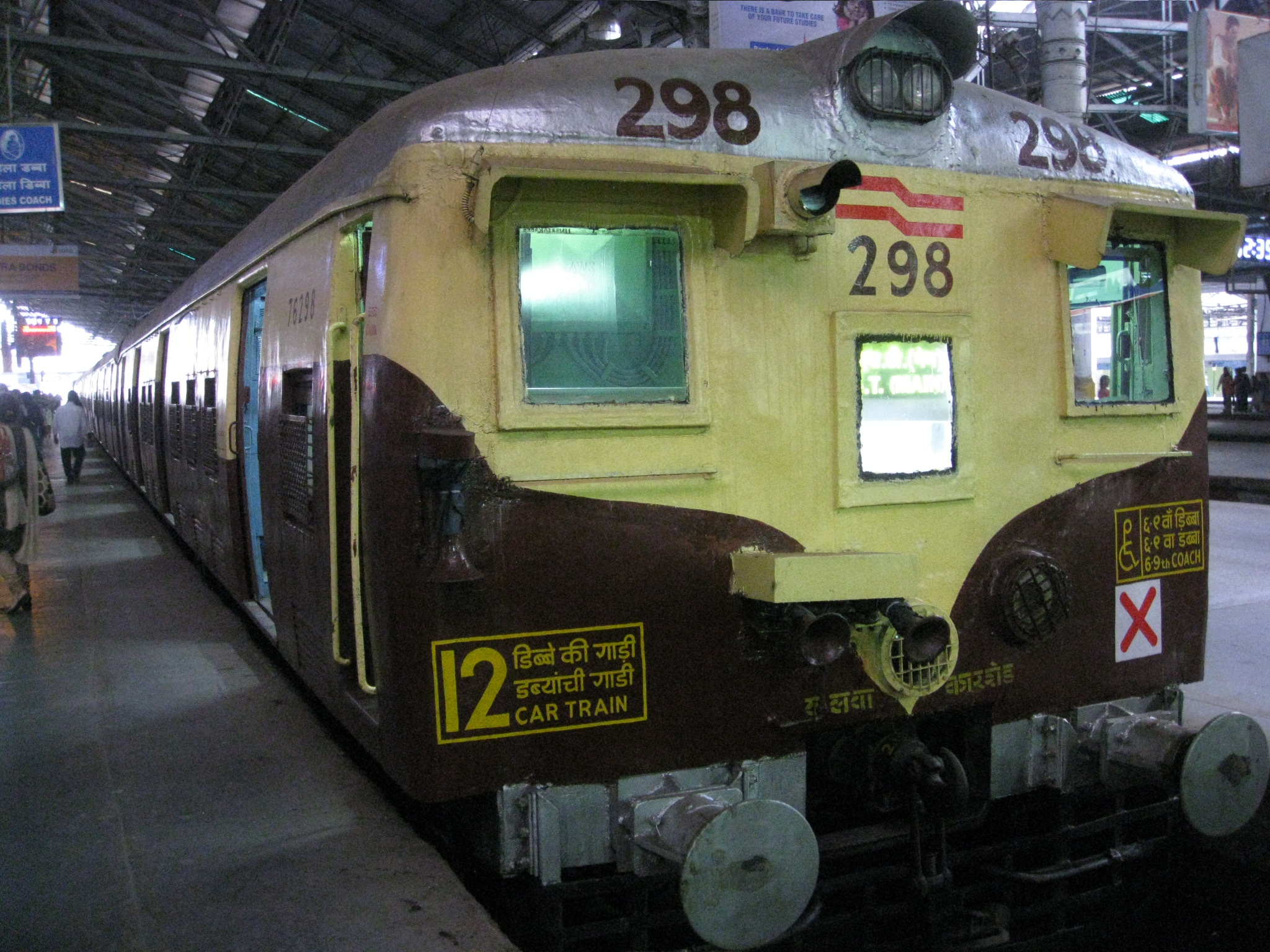
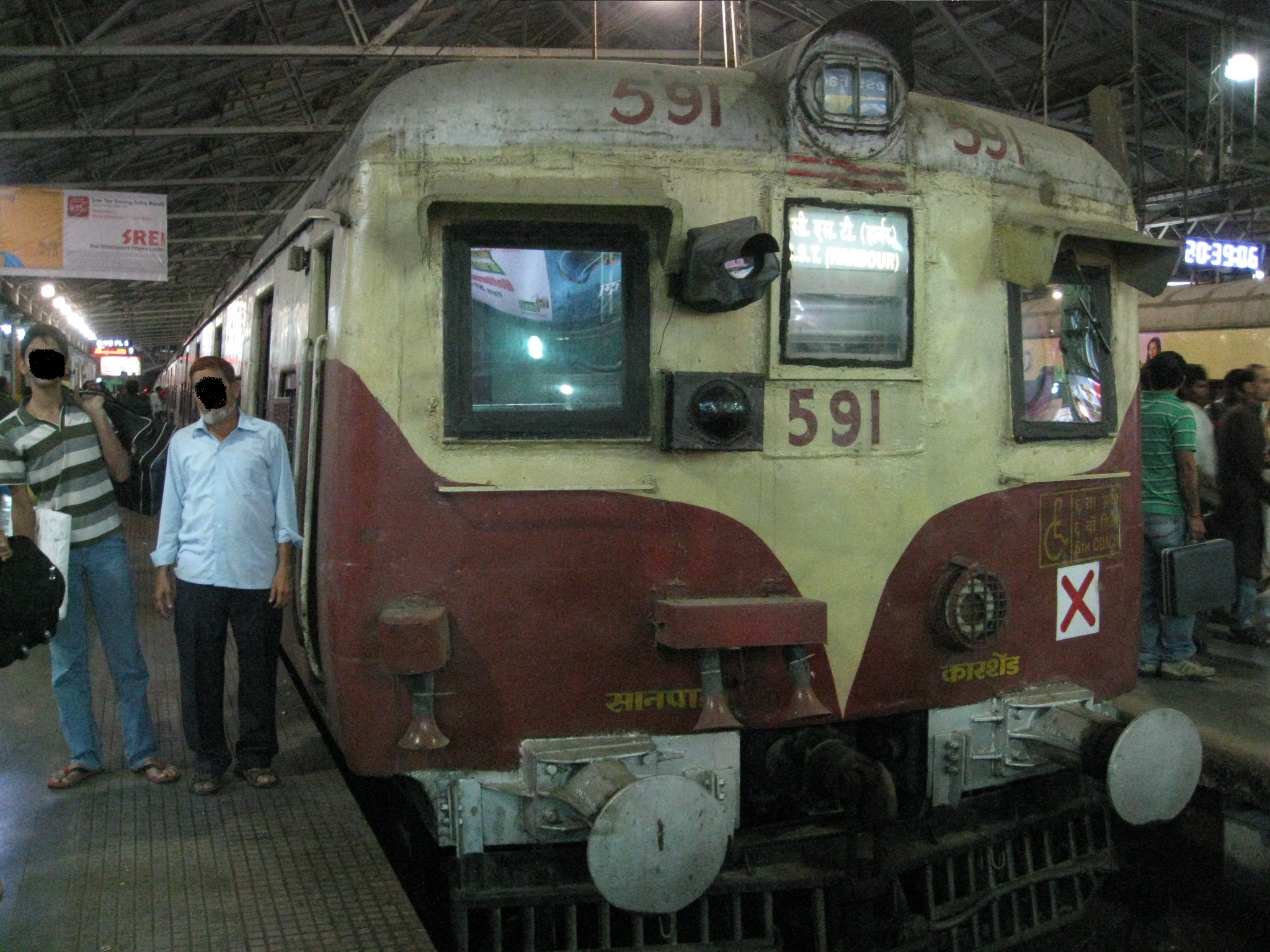
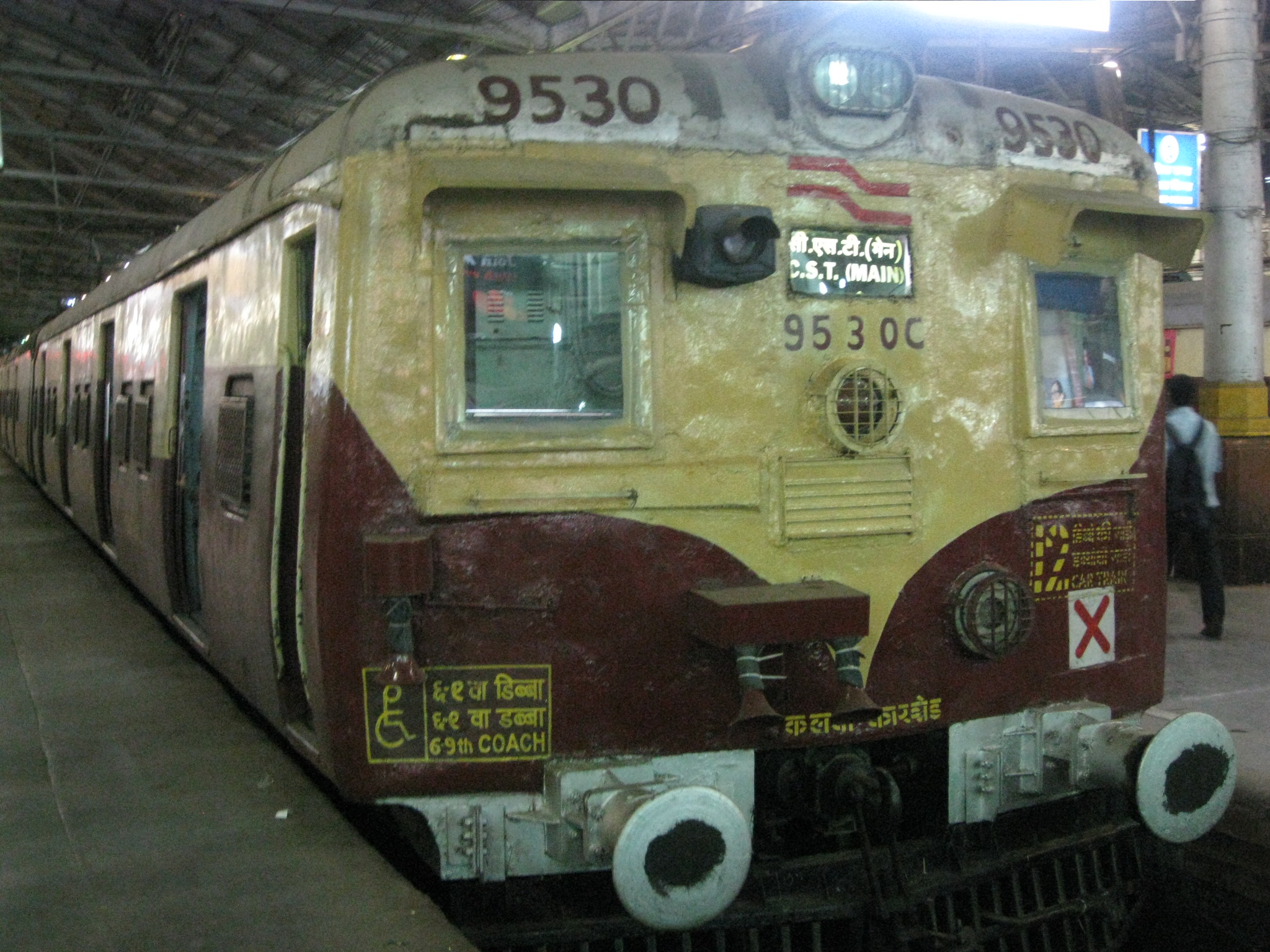
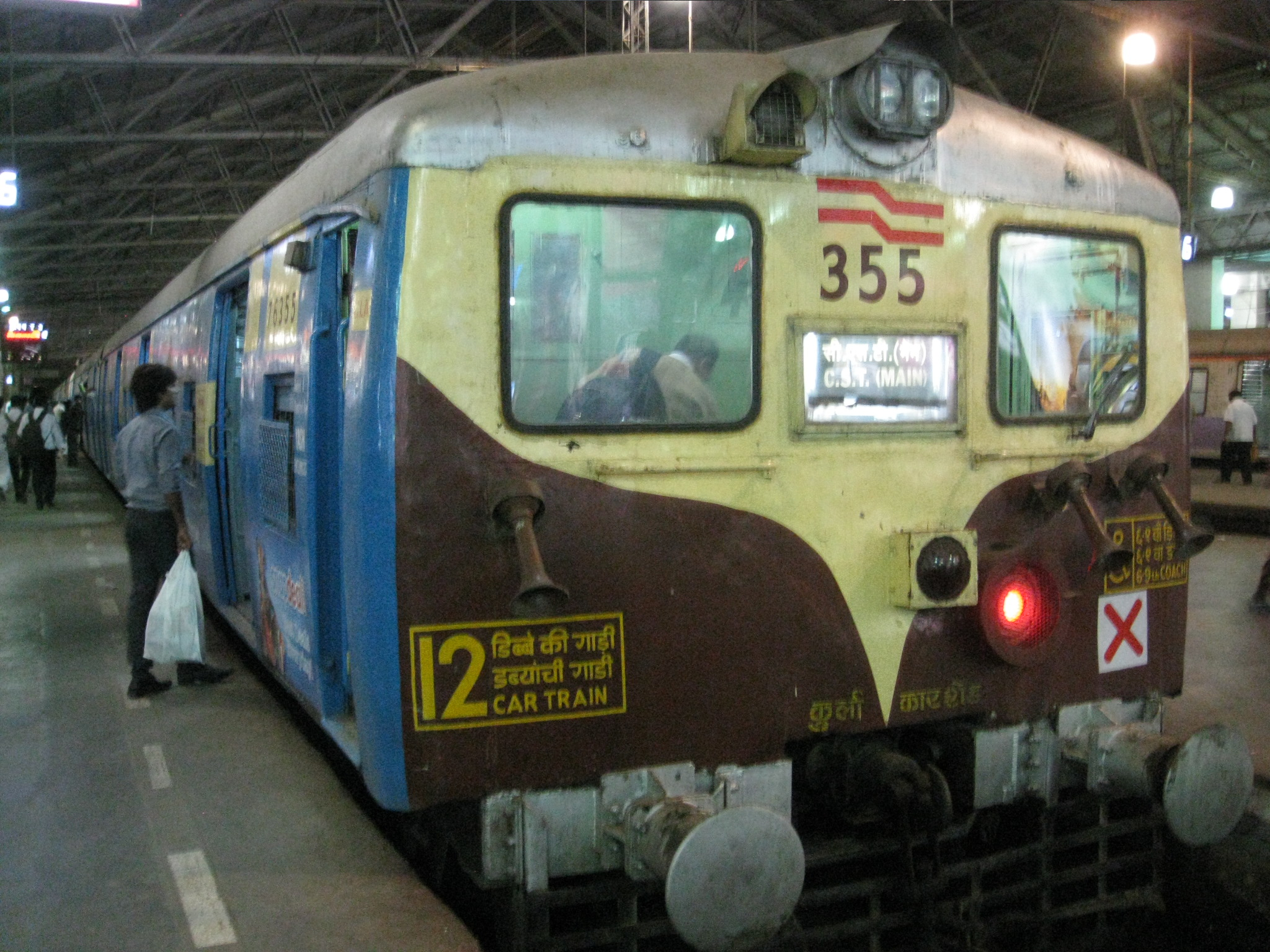
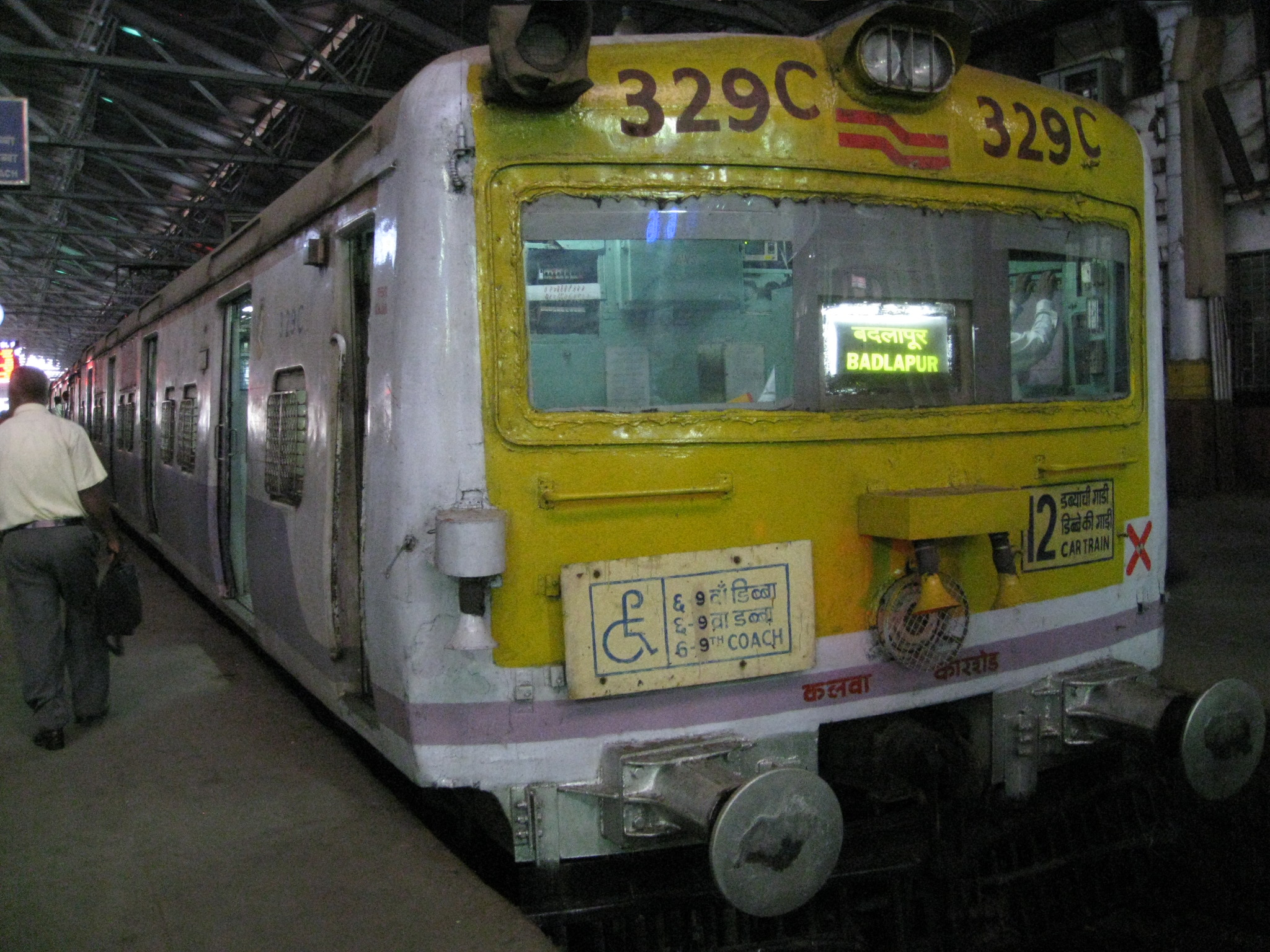
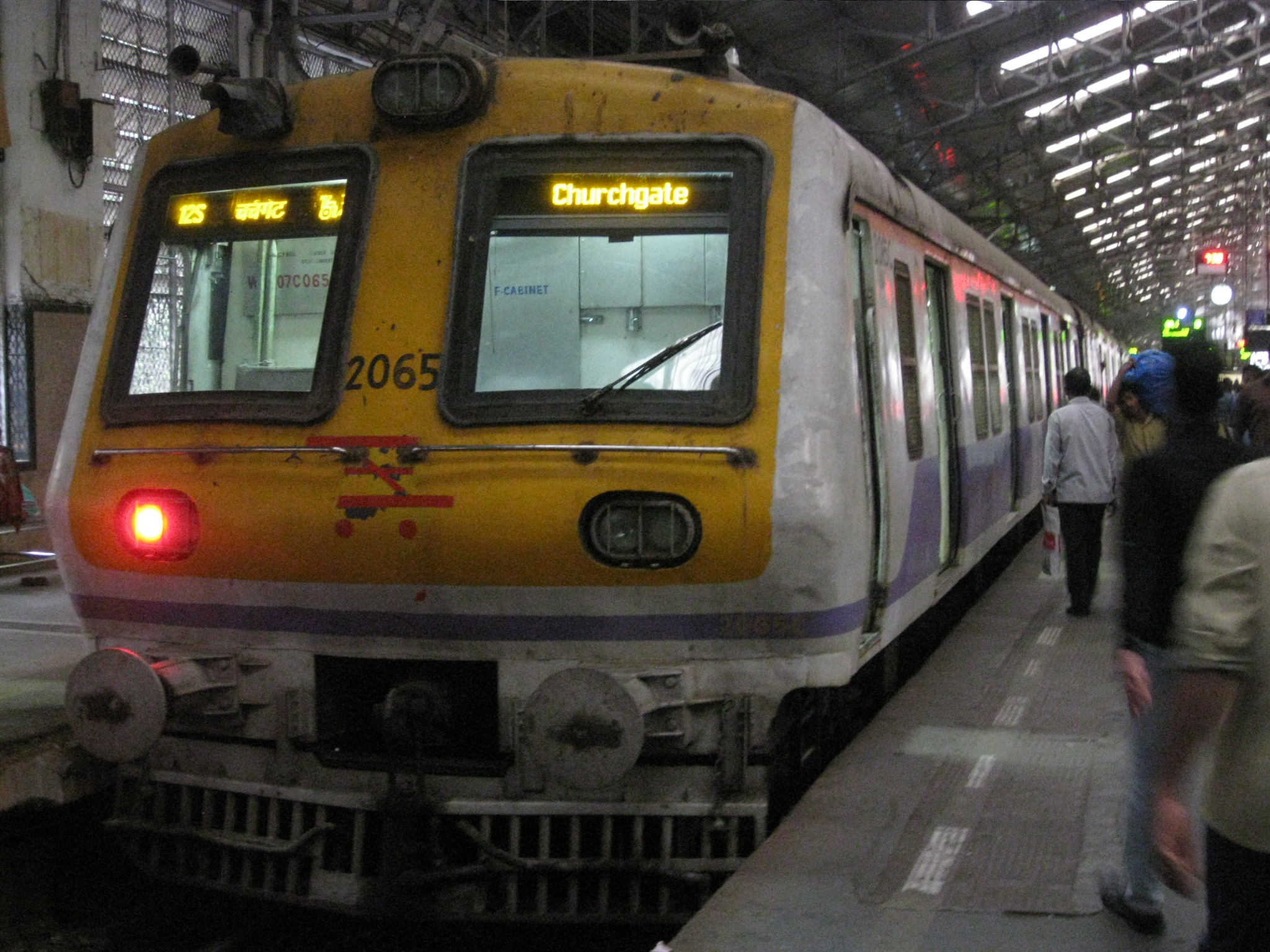

## 参考資料
- 混雑で1日平均12人が死亡、ムンバイの通勤列車（2008年6月27日、AFP BB NEWS）
- As Mumbai Grows, Commuter Trains Turn Deadly （The Wall Street Journal、19 April 2007）